# Apaturina erminia
Apaturina erminia är en fjärilsart som beskrevs av Pieter Cramer 1779 . Apaturina erminia ingår i släktet Apaturina och familjen praktfjärilar. Inga underarter finns listade i Catalogue of Life.

## Bildgalleri

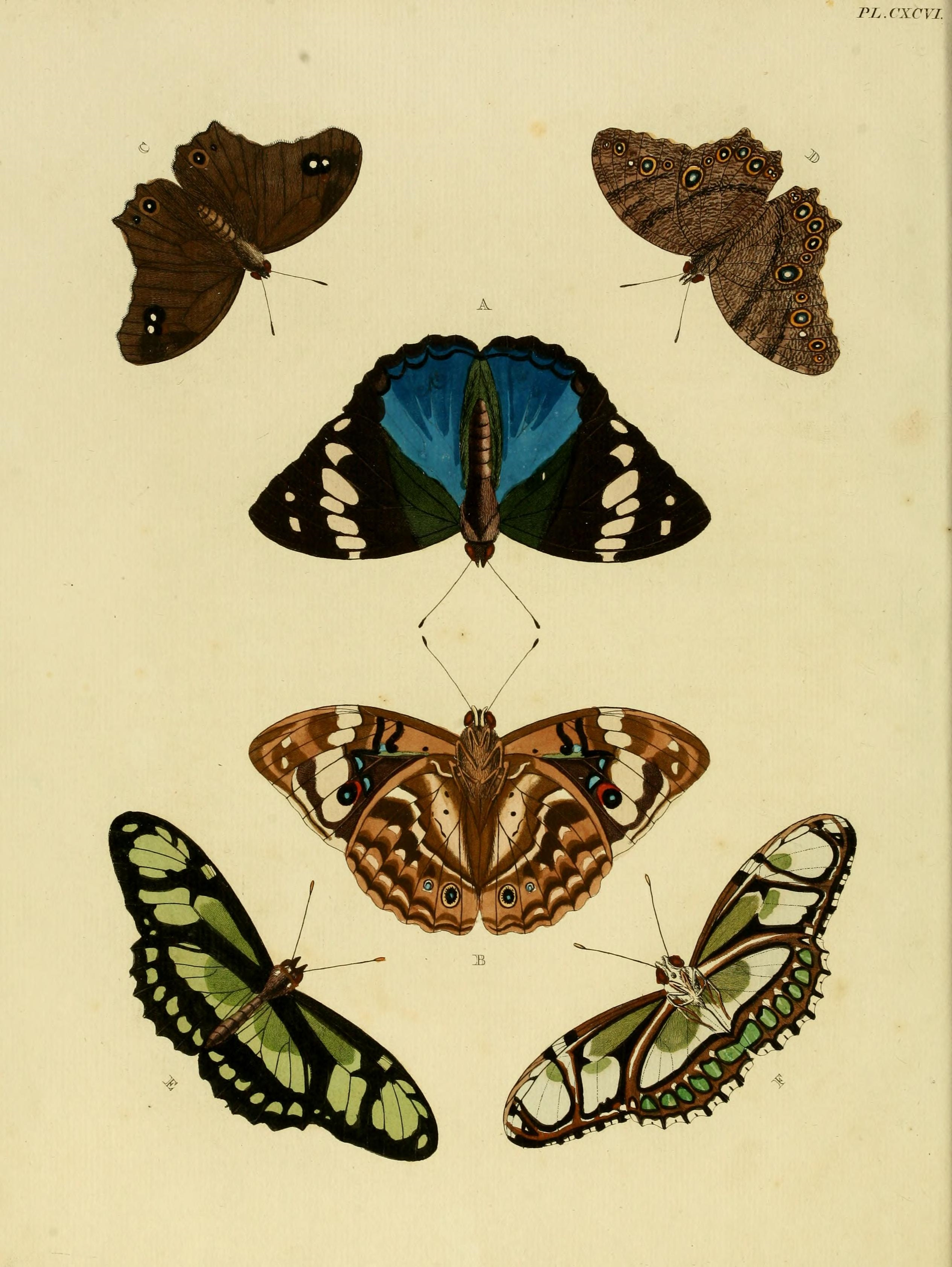
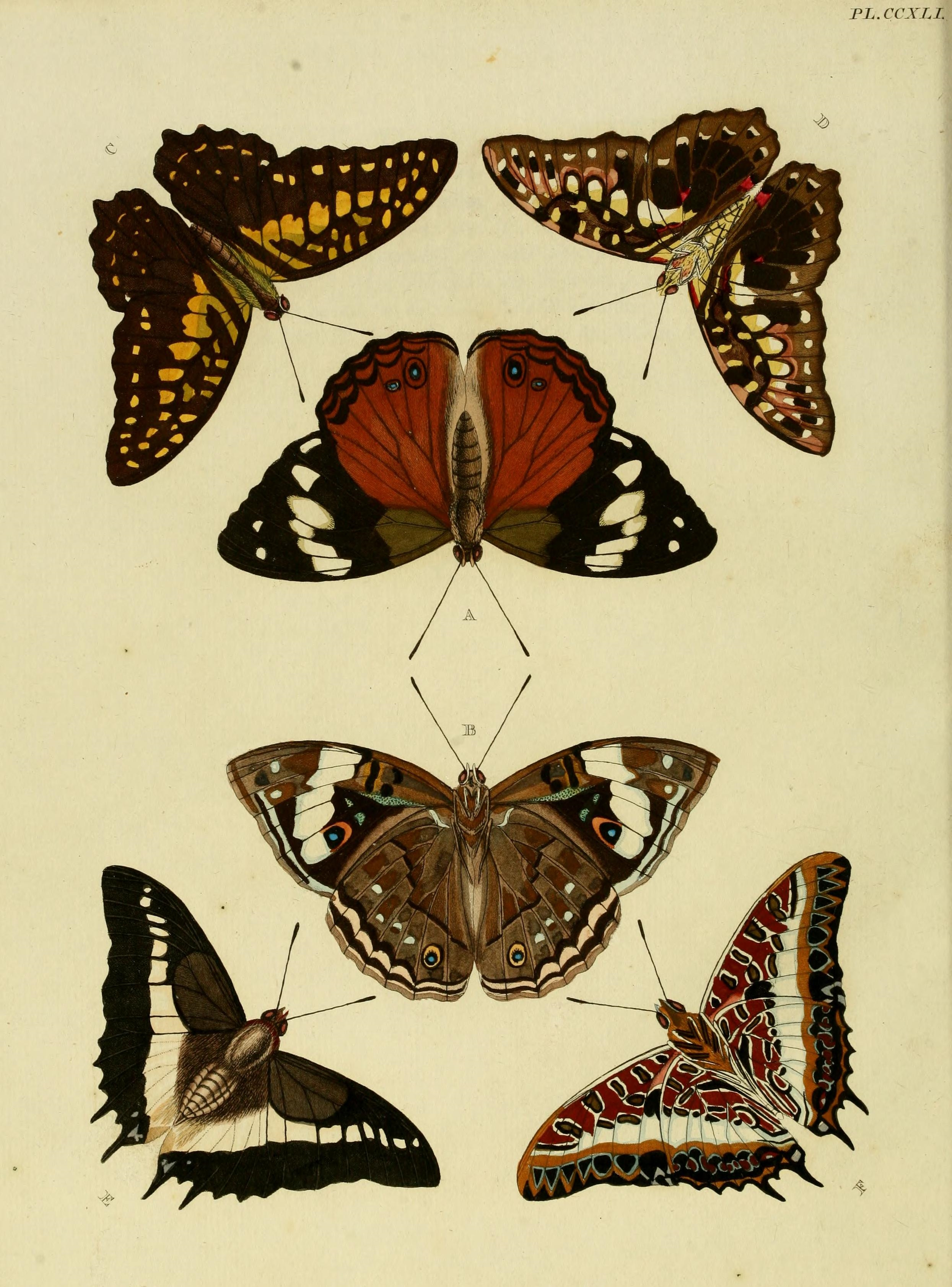
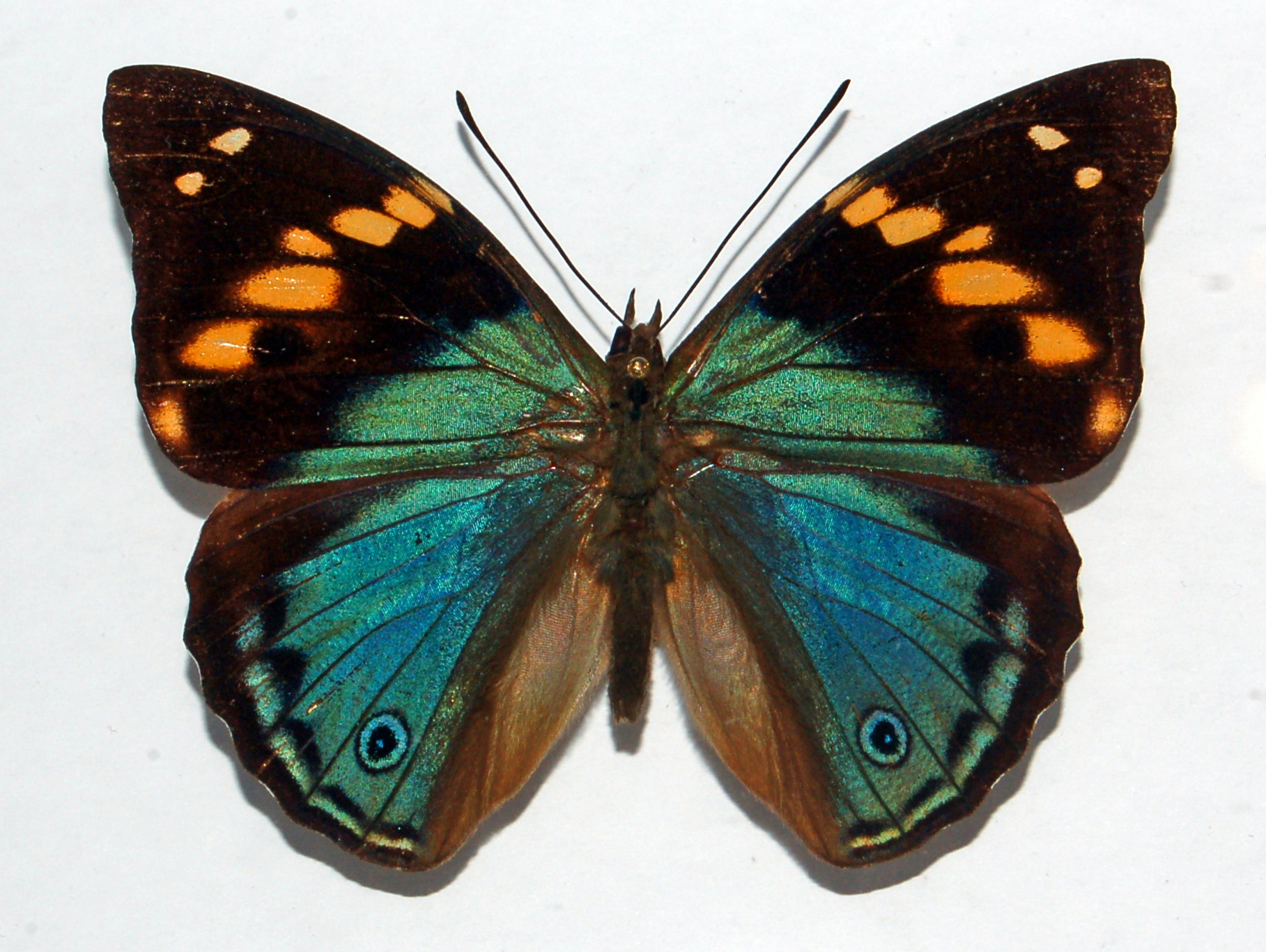